# میریام ولت
میریام ولت (آلمانی: Miriam Welte؛ زادهٔ ۹ دسامبر ۱۹۸۶) یک دوچرخه‌سوار اهل آلمان است.
وی همچنین برندهٔ جوایزی همچون برگ بوی نقره‌ای شده است.
وی در مسابقات کشوری و بین‌المللی در مجموع برندهٔ ۵ مدال طلا، ۳ مدال نقره، ۴ مدال برنز شده‌است.